# Leiobunum potosum
Leiobunum potosum is een hooiwagen uit de familie Sclerosomatidae.